# بربئو
بربئو (انگلیسی: Berbeo) یک منطقهٔ مسکونی در کلمبیا است.